# フーホア県

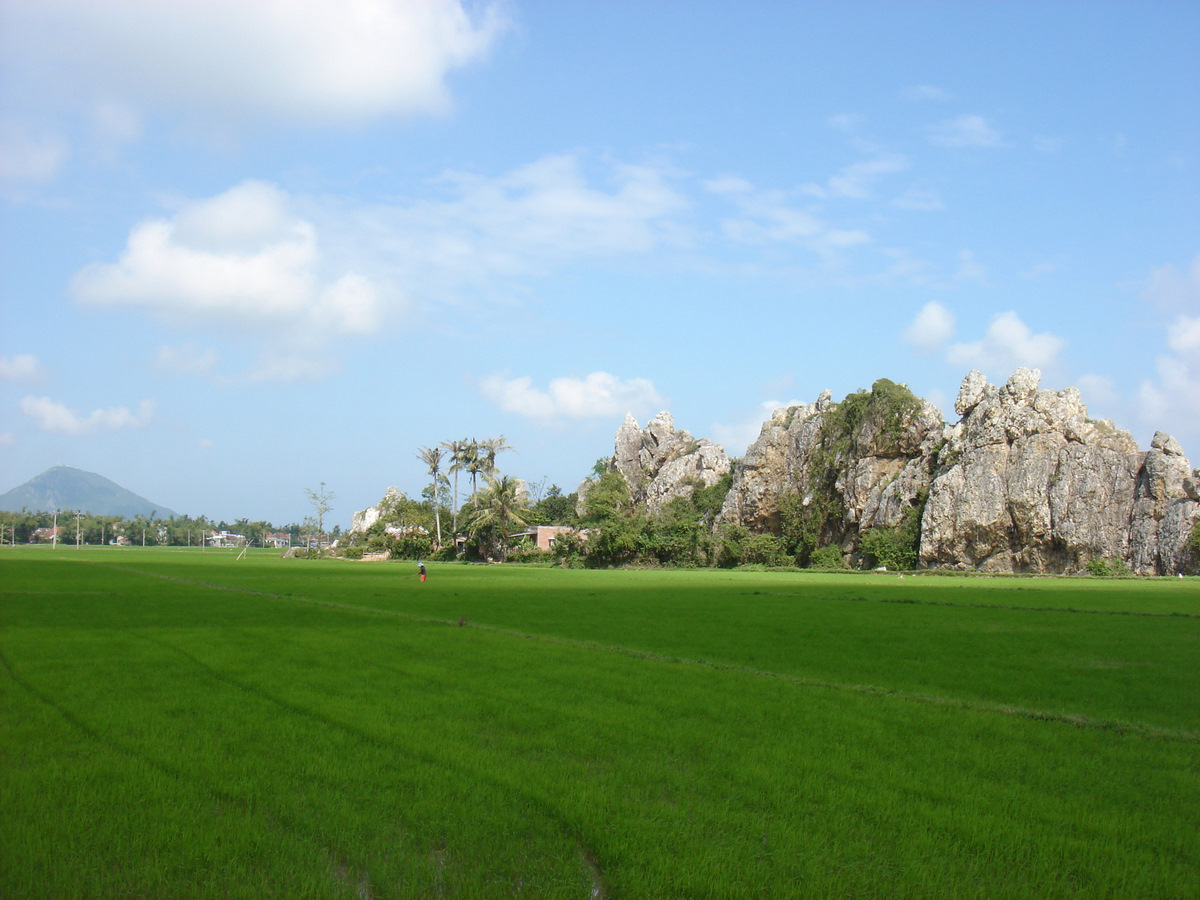

フーホア県（フーホアけん、ベトナム語：Huyện Phú Hòa / 縣富和?）は、ベトナム社会主義共和国フーイエン省の県である。面積は264.2 km²、人口は113,850人（2018年）である。

## 行政区画
1市鎮8社から構成される。